# 인보구미로
인보구미로(Inbogumi-ro)는 울산광역시 울주군 두서면 인보리와 두동면 구미리를 연결하는 도로이다.

## 노선 경로
- 두동사거리 - 반구대로 (국도 제35호선)
- 삼거리 명칭 미상 - 두동로